# Coandův efekt

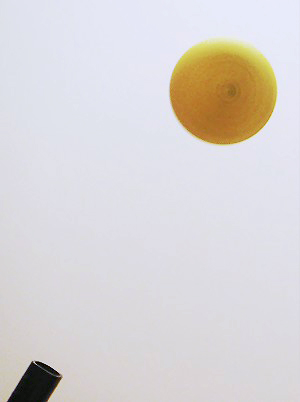
Rotující pingpongový balónek je držen v diagonálním proudu vzduchu Coandovým efektem. Balónek se „přilepí“ na spodní stranu tryskajícího proudu vzduchu a to mu nedovolí spadnout dolů. Proud vzduchu drží balónek určitou vzdálenost od trysky a gravitace mu zabrání v tom, aby byl odfouknut pryč.

Coandův efekt (anglicky Coandă effect) je tendence tryskajícího proudu tekutiny (např. vzduchu) „přidržovat se“ konvexního povrchu. Efekt je pojmenován po rumunském vynálezci Henri Coandovi, který jej popsal jako „tendenci proudu tekutiny, tryskajícího z trysky, následovat sousedící plochý nebo zakřivený povrch a vysávat tekutinu z okolí tak, že se vytvoří oblast nižšího tlaku“.
Coanda byl prvním, kdo si uvědomil možnosti praktické aplikace tohoto efektu v konstrukci letadel. Například letoun Antonov An-72 využívá tohoto efektu při ofukování horní strany křídla (motory umístěnými nad křídlem) pro zvýšení vztlaku.